# 鬼葬
『鬼葬』（きそう）は、日本のバンドDIR EN GREYのメジャー3作目のアルバム。

## 概要
- 本作以降「脱ヴィジュアル系」路線の楽曲が目立つようになり、シングル曲を除き現在のハードコア・メタルへと音楽性がシフトチェンジされていく。
- 初回盤のみ特殊仕様で、歌詞カードが2つ存在する。初回盤はジャケットが銀色で歌詞カードの部分は全てカラー描写で英語詞になっており、字体も楽曲ごとに変更されている。本来の日本語の歌詞が掲載されている歌詞カードは、ディスクを留めるケース部を外すと出てくる。通常盤はセピア描写で普通に歌詞が載っている。こちらはジャケットの色が白色。
- アルバムタイトルに関しては「鬼が赤いイメージで、葬が青いイメージ。その二つが合わさった感じがした」ということを京が語っている。
- 『GAUZE』や『MACABRE』までの世界観とは違って、全体が外に向かうような、単純明快でライブを意識したものにしたかったとメンバーは語っている。
- 「ain't afraid to die」は『MACABRE』の世界観を締めくくる完結編という位置づけのため、収録が見送られた。
- 詞のほとんどがエログロや失恋系といった内容になっている。また「特に言いたいこともない」と京は語っている。
- この作品からシングル「かすみ」まで初回盤は歌詞（歌詞カード）隠しがされている。

## 収録曲
| #         | タイトル                       | 作詞      | 作曲        | 編曲        | 時間  |
| --------- | ------------------------------ | --------- | ----------- | ----------- | ----- |
| 1.        | 「鬼眼-kigan-」                | 京        | Dir en grey | Dir en grey | 4:03  |
| 2.        | 「ZOMBOID」                    | 京        | 薫          | Dir en grey | 4:23  |
| 3.        | 「24個シリンダー」             | 京        | Die         | Dir en grey | 6:07  |
| 4.        | 「FILTH」                      | 京        | Dir en grey | Dir en grey | 4:53  |
| 5.        | 「Bottom of the death valley」 | 京        | Toshiya     | Dir en grey | 5:53  |
| 6.        | 「embryo」                     | 京        | 薫          | Dir en grey | 5:39  |
| 7.        | 「「深葬」」                   | -         | Dir en grey |             | 2:05  |
| 8.        | 「逆上堪能ケロイドミルク」     | 京        | 薫          | Dir en grey | 4:41  |
| 9.        | 「The Domestic Fucker Family」 | 京        | 京          | Dir en grey | 3:06  |
| 10.       | 「undecided」                  | 京        | Die         | Dir en grey | 4:52  |
| 11.       | 「蟲-mushi-」                  | 京        | 薫          | Dir en grey | 6:26  |
| 12.       | 「「芯葬」」                   | -         | Dir en grey |             | 0:58  |
| 13.       | 「JESSICA」                    | 京        | 薫          | Dir en grey | 4:12  |
| 14.       | 「鴉-karasu-」                 | 京        | 薫          | Dir en grey | 5:24  |
| 15.       | 「ピンクキラー」               | 京        | Dir en grey | Dir en grey | 3:49  |
| 16.       | 「「神葬」」                   | -         | Dir en grey |             | 3:04  |
| 合計時間: | 合計時間:                      | 合計時間: | 合計時間:   | 合計時間:   | 69:35 |

### 曲解説
1. 鬼眼-kigan-
花魁がテーマ。後に2018年リリースのアルバム『The Insulated World』の完全生産限定盤に再構築されたバージョンが収録されている。
2. ZOMBOID
コスプレマニアの男の性癖が、段々と同性愛者になっていく様が描かれている。シングル「embryo」にはアコースティック・ギターと打ち込みをベースとした、リミックスが先行して収録されている。
3. 24個シリンダー
シングル「JESSICA」収録曲。
「トゥエンティーフォーシリンダー」と読む。
4. FILTH
10thシングル。
5. Bottom of the death valley
ベースのアルペジオから紡がれていくバラード。車で崖から転落自殺を図る女性の心情を描く。
後に2013年リリースのミニアルバム『THE UNRAVELING』に再構築されたバージョンが収録されている。
6. embryo
12thシングルではあるが、歌詞は本来書かれたものが収録されている。女性の視点で描かれた、近親相姦をテーマにした物語。
7. 「深葬」
SE。打ち込みのサウンドに京のヴォイスが絡まったSEになっている。
8. 逆上堪能ケロイドミルク
シングル「FILTH」収録曲。
9. The Domestic Fucker Family
珍しく京が作曲した。コーラスの掛け合いや、グリス・フレーズなどノリの良さを押し出したものになっている。
後に「T.D.F.F.」と題し､ 2021年リリースのシングル「朧」のカップリング曲として再構築されたバージョンが収録されている。
10. undecided 
アコースティックギターを取り入れたミディアム・バラード。囁くような声と張り上げるような歌声の二つが曲の中で交互に取り入れられている。
後に2008年リリースのシングル「GLASS SKIN」のカップリング曲としてアンプラグドバージョンで再録された。
11. 蟲-mushi-
今作の中ではかなり静かな部類に入る楽曲。こちらもアコースティックギターがメインであるが、いじめをモチーフにした終始自虐的な歌詞になっている。
12. 「芯葬」
わずか一分ほどの短いSE。
13. JESSICA
11thシングル。
14. 鴉-karasu-
薫のタッピング奏法から始まる楽曲。静かな歌いだしで始まるパートと、一気にヘビーになりデスヴォイスが響くパートとが交互に展開される。親の性行為を見た子供が、それに触発され姉を犯してしまい、独房に入れられても尚快感を忘れることが出来ず自慰行為に明け暮れるというエログロな内容の歌詞となっている。
後に2013年リリースのミニアルバム『THE UNRAVELING』に再構築されたバージョンが収録されている。
15. ピンクキラー
実質的なアルバムのラストナンバー。序盤からひたすら高速で突き進んでいく。
16. 「神葬」
SE。ピアノをフィーチャーさせている。